# Luige (Põltsamaa)
Luige es una localidad ubicada en el municipio de Põltsamaa, en el condado de Jõgeva, Estonia. Tiene una población estimada, en 2021, de 22 habitantes.
Está ubicada al oeste del condado, al norte del lago Võrtsjärv y de los condados de Viljandi y Tartu, al sur del condado de Järva y cerca de la carretera Tallin-Tartu (en estonio: Tallin-Tartu maantee).